# Ereunetea reussi
Ereunetea reussi là một loài bướm đêm trong họ Geometridae.